# Némésis (bande dessinée)
Pour les articles homonymes, voir Némésis (homonymie).
Némésis est une série de bande dessinée d'Ange (scénario) et Alain Janolle (dessin).
Cinq tomes seront publiés entre 1997 et 2003, d'abord aux éditions Le Téméraire (Tomes 1 et 2)  puis aux éditions Soleil.
En 2005 Alors qu'Alain Janolle s'est lancé sur un autre projet avec Ange, il est remplacé par Vicente Cifuentes pour un sixième tome qui ne connu que peu de succès signant l'arrêt définitif de la série.
Mais en 2014 Ange et Janolle décident de relancer leur série en publiant un nouveau tome 6 intitulé Reloading Six qui annule et remplace les événements décrient dans le précédent tome 6. la série se clôturant ainsi différemment elle ouvre désormais sur d'autres aventures. Un nouveau diptyque a ensuite été publié en 2015-2016.

## Synopsis
Némésis est un polar paranormal narrant les aventures de Fisher et Mallow, deux agents du FBI enquêtant sur le meurtre étrange d’un ancien membre de la CIA: Peter Kent. Mais celle-ci va rapidement s'arranger pour étouffer l'affaire, évinçant nos deux agents.
Mais Roxanne la fille du défunt et amie de longue date de Fisher va les convaincre de continuer, et ce qu'ils vont tous trois découvrir va bien au-delà de ce qu'il pouvaient imaginer.

## Albums
- Ange (scénario) et Alain Janolle (dessin sauf le tome 6) ou Vicente Cifuentes (dessin du tome 6), Nemesis :
  - 1. Level Eleven, Le Téméraire, coll. « Griffe », 1997  (ISBN 2-908703-96-3).
  - 2. Babalon Working, Le Téméraire, 1999  (ISBN 2-84399-040-8).
  - 3. Critical Mass, Soleil, 2000  (ISBN 2-87764-993-8).
  - 4. Nanotech, Soleil, 2002  (ISBN 2-84565-163-5).
  - 5. Terminal Crash, Soleil, 2003  (ISBN 2-84565-455-3).
  - 6. Rebirth, Soleil, 2005  (ISBN 2-84565-920-2) .
  - 6 bis. Reloading Six, Soleil, 2014  (ISBN 9782302038189)[1].
  - 7. No Such Agency, Soleil, 2015  (ISBN 9782302043541).
  - 8. Mirrors Glass, Soleil, 2016  (ISBN 978-2-302-05054-9)[2].

Le tome 1 est paru en noir et blanc dans les quatre premiers numéro de la revue Le Golem.